# Интерленги, Франко
Фра́нко Интерле́нги (итал. Franco Interlenghi, 29 октября 1931[…], Рим — 10 сентября 2015[…], Рим) — итальянский актёр. Он был одним из лиц итальянского неореализма, когда подростком появился на экране в фильме Витторио Де Сика «Шуша» (1946). В дальнейшем работал с выдающимися итальянскими режиссёрами Лукино Висконти (в театре), Микеланджело Антониони, Федерико Феллини, Мауро Болоньини (в кино).

## Биография
Франко родился в Риме в семье, принадлежащей к среднему классу. Как это было принято в среде неореализма, Интерленги был одним из тех актёров, что были взяты с улицы. В одном из интервью, взятых у актёра незадолго до его кончины, он сам поведал, как всё это было:
Июль 1945 года, тринадцатилетний Интерленги жил в Риме на виа Палестро, «я играл со своими друзьями перед английской виллой, которая затем, в 1948 году, была взорвана в результате теракта. В нашем распоряжении было много всякого хлама, валявшегося в ту пору на улицах. Мы бросали куском дерева в одного джентльмена. Он был обычным стариком, который появлялся у окна своей квартиры, возможно, потому что мы слишком много кричали. Он нам сказал — «Что вы здесь отираетесь? Идите на виа По, там Витторио Де Сика ищет детей для своего фильма...» Мы пошли туда и нашли улицу, которая доходила до площади Фиуме. Здесь была очередь из парней, пытавшихся стать статистами. Когда, наконец, я подошёл к Де Сике, он меня спросил «Можете ли вы меня ударить?», на что я ответил — «нет». Он потерял ко мне всякий интерес и перешёл к следующему претенденту.  Но всё же я настырно встал в очередь снова, и когда вновь подошёл к Де Сике, он задал мне тот же вопрос. А я ему — «Да, я поколачиваю своего брата, я дерусь со своими друзьями, я хожу в школу  бокса...». После чего Де Сика сказал своим помощникам: «Возьмите номер телефона». Так всё и началось».
Франко Интерленги был отобран Де Сика на роль Паскуале, одного из двух малолетних героев его фильма «Шуша» (1946), считающегося классикой неореализма. Критики высоко оценили его чуткое выступление, а сам Интерленги для себя решил, что, возможно стоит продолжить заниматься лицедейством. Де Сика хотел дать ему роль в театральном спектакле, который он тогда задумал, но та постановка так и не состоялась.
Однако, ему всё же удалось выступить на сцене. Его пригласил Лукино Висконти, поручив в 1948 году сыграть небольшую роль в спектакле «Троил и Крессида», поставленном во Флоренции, актёрский состав которого состоял из звёзд итальянского театра того времени. В том же году Франко выступил в другом шекспировском спектакле Висконти «Как вам это понравится». А в 1949 году ему досталась роль младшего брата Мастроянни в пьесе Артура Миллера «Смерть коммивояжёра», поставленной всё тем же Висконти.
Этот опыт привёл его к быстрой карьере. Интерленги становится одной из самых перспективных молодых звезд итальянского кино. Этот красивый «ragazzo», бывший конкурент Марчелло Мастроянни, делает блестящее начало карьеры, востребованный самыми престижными режиссёрами, изобретателями неореализма и комедии по-итальянски.
Его известность возросла в 1950-х годах благодаря ролям красивых, романтичных, идеалистичных, но немного потерянных героев. У Алессандро Блазетти он снялся в захватывающей «Фабиоле» (1949), но настоящую популярность, в Италии и внимание за рубежом, ему принесла  роль молодого парня Энрико в фильме Лучано Эммера «Августовское воскресенье» (1950). Его герой, парень с рабочих окраин, который выдаёт себя за буржуазного отпрыска в надежде заполучить девушку на одном из римских пляжей.
В 1952 году Интерленги был партнёром знаменитого французского комика Фернанделя в одном из кассовых хитов тех лет «Маленький мир дона Камилло» французского режиссёра Жюльена Дювивье. Затем он засветился в двух американских фильмах, снятых на итальянской студии «Чинечитта» (которую ещё называли «Голливудом на Тибре»): «Босоногая графиня» Джозефа Л. Манкьевича (1954, здесь его партнёршей была Ава Гарднер) и «Прощай, оружие» Чарльза Видора (1957).
Однако свои лучшие роли в 1950-х он сыграл у классиков итальянского кинематографа: роль Клаудио у Микельанджело Антониони в фильме «Побеждённые» (1953) и в киноленте Федерико Феллини «Маменькины сынки», где он исполнил роль Моральдо, единственного из героев, у которого хватило смелости покинуть родной городок и уехать в Рим.
Во Франции он был партнёром Брижитт Бардо и Жана Габена в фильме режиссёра Клода Отан-Лара «В случае несчастья» (1958). Засветился Интерленги и в роли Петра в экранизации русской классики «Поликушка» режиссёра Кармине Галлоне (1958, по Льву Толстому). Впечатляюще сыграл роль Беллабеллы в киноленте «Бурная ночь» режиссёра Мауро Болоньини (1959, по сценарию Пьера Паоло Пазолини), за которую был номинирован на премию итальянского синдиката журналистов «Серебряная лента» и в фильме Роберто Росселлини «Да здравствует Италия!» (1960), посвящённом празднованию столетия подвигов Гарибальди на Сицилии.
В 1960-е годы карьера Франко Интерленги исчерпала себя и его роли становились всё меньше и меньше. Популярность актёра начала снижаться. Когда он умер, одна из итальянских газет даже сообщение о его кончине поместила со следующим заголовком «Он был слишком хорош в детстве, чтобы иметь успех навсегда». Тем не менее, несмотря на снижение популярности, актёр продолжал работать, принимая те редкие предложения о съёмках в кино, что ему предлагали, и играя на сцене театра в Милане. Позже он начал работать на телевидении, где снялся в нескольких телесериалах.
В последние годы карьеры стареющему актёру помог Микеле Плачидо. Именно в его режиссёрских проектах Интерленги сыграл свои наиболее интересные роли позднего периода: в фильмах «Помидор» (1990), «Сердечные подруги» (1992) и «Криминальный роман» (2005).
Франко Интерленги умер 10 сентября 2015 года утром в 11.30 в своём римском доме у Понте Мильвио.

## Личная жизнь
В 1953 году на съёмках фильма «Песни, песни, песни» Франко Интерленги познакомился с молодой, но уже довольно популярной актрисой Антонеллой Луальди. Их бурный роман завершился браком в 1955 году. В этом браке появились на свет две дочери, Стелла Интерленги (снялась в кино лишь однажды, в фильме Top Crack, 1967) и Антонеллина Интерленги (в начале её кинокарьеры — в 1980-е годы, имя писали не иначе как Антонеллина, сейчас принято упоминать её по полному имени, как мать — Антонелла), которая пошла по стопам родителей, став одной из известных итальянских актрис (снялась, среди прочего, в роли Саши у Глеба Панфилова в фильме «Мать», 1990). Пара Интерленги—Луальди была неразлучна как в жизни, так и на экране. Вместе они приняли участие в нескольких проектах («Нет большей любви», «Влюблённые», «Самые красивые дни» и др. фильмы). Когда на рубеже 1960-х—1970-х годов настал спад в карьерах у обоих супругов, это привело к размолвке. В 1972 году супруги расстались, не расторгнув официально своих отношений. Луальди стала поп-певицей и обрела новый успех во Франции, где она обосновалась. Незадолго до кончины актёра супружеская пара воссоединилась. В его последнем фильме «Прекрасное общество» (2010, реж. Джан Паоло Куньо) актёр снялся вместе с супругой. В фильме они также сыграли супружескую пару.

## Награды и номинации
- Серебряная лента
- 15-я церемония награждения (1960 год)[12]

- Номинация на премию лучшему актёру второго плана за роль в фильме «Бурная ночь».

## Фильмография
| Актёрские работы в кино и на ТВ | Актёрские работы в кино и на ТВ                                                   | Актёрские работы в кино и на ТВ                     | Актёрские работы в кино и на ТВ           | Актёрские работы в кино и на ТВ       |
| год                             | русское название                                                                  | оригинальное название                               | режиссёр                                  | роль                                  |
| ------------------------------- | --------------------------------------------------------------------------------- | --------------------------------------------------- | ----------------------------------------- | ------------------------------------- |
| 1940-е годы                     |                                                                                   |                                                     |                                           |                                       |
| 1946                            | «Шуша»                                                                            | Sciuscià                                            | Витторио Де Сика                          | Паскуале Маджи                        |
| 1949                            | «Фабиола»                                                                         | Fabiola                                             | Алессандро Блазетти                       | Корвино                               |
| 1950-е годы                     |                                                                                   |                                                     |                                           |                                       |
| 1950                            | «Августовское воскресенье»                                                        | Domenica d'agosto                                   | Лучано Эммер                              | Энрико                                |
| 1951                            | «Тереза» (США)                                                                    | Teresa (англ.)                                      | Фред Циннеман                             | Марио (в титрах не указан)            |
| 1951                            | «Париж всегда Париж» (Италия—Франция)                                             | Parigi è sempre Parigi                              | Лучано Эммер                              | Франко Мартини                        |
| 1952                            | «Маленький мир дона Камилло» (Италия—Франция)                                     | Don Camillo                                         | Жюльен Дювивье                            | Мариолино                             |
| 1952                            | «Пожизненное заключение»                                                          | Ergastolo                                           | Луиджи Капуано                            | Стефано Люлли                         |
| 1952                            | «Процесс над городом»                                                             | Processo alla città                                 | Луиджи Дзампа                             | Луиджи Эспозито                       |
| 1952                            | «Герои воскресного дня»                                                           | Gli eroi della domenica                             | Марио Камерини                            | Марини                                |
| 1952                            | «Молодёжь»                                                                        | Giovinezza                                          | Джорджио Пастина                          | Марио                                 |
| 1952                            | «Дон Лоренцо»                                                                     | Don Lorenzo                                         | Карло Людовико Брагалья                   | Франко                                |
| 1953                            | «Провинциалка»                                                                    | La provinciale                                      | Марио Сольдати                            | Паоло Сартори                         |
| 1953                            | «Мир их осуждает» (Италия—Франция)                                                | Il mondo le condanna                                | Джанни Франчолини                         | Франко                                |
| 1953                            | «Выкуп»                                                                           | Riscatto                                            | Марино Джиролами                          | Роберто Бьязетти                      |
| 1953                            | «Маменькины сынки»                                                                | I vitelloni                                         | Федерико Феллини                          | Моральдо Рубини                       |
| 1953                            | «Побеждённые»                                                                     | I vinti                                             | Микельанджело Антониони                   | Клаудио                               |
| 1953                            | «Песни, песни, песни»                                                             | Canzoni, canzoni, canzoni                           | Доменико Паолелла                         | нотариус                              |
| 1953                            | «История Уильяма Телля» (к/м, Великобритания—Италия)                              | The Story of William Tell (англ.)                   | Джек Кардифф                              | Ганс                                  |
| 1954                            | «Любовь в середине века» (киноальманах, новелла «Романтическая любовь»)           | Amori di mezzo secolo                               | Глауко Пеллегрини                         | Марио                                 |
| 1954                            | «Сто лет любви» (киноальманах, новелла «Гарибальдина»)                            | Cento anni d'amore (segment "Garibaldina")          | Лионелло Де Феличе                        | Энрико Адамоли                        |
| 1954                            | «Песни середины века»                                                             | Canzoni di mezzo secolo                             | Доменико Паолелла                         |                                       |
| 1954                            | «Босоногая графиня» (США)                                                         | The Barefoot Contessa (англ.)                       | Джозеф Л. Манкиевич                       | Педро Варгас                          |
| 1954                            | «Улисс» (в советском прокате — «Странствия Одиссея») (Италия—Франция—США)         | Ulisse                                              | Марио Камерини                            | Телемах                               |
| 1954                            | «Две сироты» (Италия—Франция)                                                     | Le due orfanelle                                    | Джакомо Джентильомо                       | рыцарь Роже де Водри                  |
| 1954                            | «Любовные истории Манон Леско» (Италия—Франция)                                   | Gli amori di Manon Lescaut                          | Марио Коста                               | Энрико де Грие                        |
| 1955                            | «Нет большей любви»                                                               | Non c'è amore più grande                            | Джорджио Бьянчи                           | Марио                                 |
| 1956                            | «Влюблённые»                                                                      | Gli innamorati                                      | Мауро Болоньини                           | Франко                                |
| 1956                            | «Альтаир»                                                                         | Altair                                              | Леонардо Де Митри                         |                                       |
| 1956                            | «Самые красивые дни»                                                              | I giorni più belli                                  | Марио Маттоли                             | Джанни Валентини                      |
| 1956                            | «Тото, Пеппино и правонарушители»                                                 | Totò, Peppino e i fuorilegge                        | Камилло Мастрочинкве                      | Альберто                              |
| 1957                            | «Отцы и сыновья»                                                                  | Padri e figli...                                    | Марио Моничелли                           | Чезаре                                |
| 1957                            | «Прощай, оружие!» (США)                                                           | A Farewell to Arms                                  | Чарльз Видор                              | Эймо                                  |
| 1957                            | «Золушка и Эрнесто» (Испания—Италия)                                              | La cenicienta y Ernesto (исп.)                      | Педро Луис Рамирес                        | Эрнесто                               |
| 1958                            | «Молодые мужья»                                                                   | Giovani mariti                                      | Мауро Болоньини                           | Антонио                               |
| 1958                            | «Небо горит» (Италия—Испания)                                                     | Il cielo brucia                                     | Джузеппе Масини                           | Ферри                                 |
| 1958                            | «В случае несчастья» (Франция—Италия)                                             | En cas de malheur (фр.)                             | Клод Отан-Лара                            | Манцетти                              |
| 1958                            | «Тростник на ветру» (ТВ фильм)                                                    | Canne al vento                                      | Марио Ланди                               | Джачинто                              |
| 1958                            | «Поликушка»                                                                       | Polikuschka                                         | Кармине Галлоне                           | Пётр                                  |
| 1959                            | «Сигареты, виски и малышки» (Франция—Италия)                                      | Cigarettes, whisky et p'tites pépées (фр.)          | Морис Регамей                             |                                       |
| 1959                            | «---» (Франция—Италия—Югославия)                                                  | Délit de fuite (фр.)                                | Бернар Бордери                            | Марио Росси                           |
| 1959                            | «Генерал делла Ровере» (Италия—Франция)                                           | Il generale Della Rovere                            | Роберто Росселлини                        | Антонио Паскуали (в титрах не указан) |
| 1959                            | «Бурная ночь»                                                                     | La notte brava                                      | Мауро Болоньини                           | Беллабелла                            |
| 1959                            | «Матч против смерти» (Франция—Италия)                                             | Match contre la mort (фр.)                          | Клод Бернар-Обер                          | гангстер                              |
| 1960-е годы                     |                                                                                   |                                                     |                                           |                                       |
| 1960                            | «Шведы»                                                                           | Le svedesi                                          | Джан Луиджи Полидоро                      | Пеппино                               |
| 1961                            | «Да здравствует Италия!» (Италия—Франция)                                         | Viva l'Italia                                       | Роберто Росселлини                        | Джузеппе Банди                        |
| 1961                            | «Хроника 22-го» (киноальманах, новелла «Встреча у моря»)                          | Cronache del '22 (segment "Incontro al mare")       | Стефано Убезио                            | Франко                                |
| 1967                            | «Ограбление» (Франция—Италия)                                                     | Mise à sac (фр.)                                    | Ален Кавалье                              | Морис                                 |
| 1968                            | «Колонна» (Румыния—ФРГ—Италия)                                                    | Columna (рум.)                                      | Мирча Дрэган                              | Оптимус                               |
| 1969                            | «Морской отчёт» (ТВ фильм)                                                        | Relazione di mare                                   | Энцо Батталья                             | врач                                  |
| 1970-е годы                     |                                                                                   |                                                     |                                           |                                       |
| 1970                            | «Кокарда для короля» (ТВ фильм)                                                   | Una coccarda per il re                              | Данте Гвардаманья                         | Арманд Полиньяк                       |
| 1972                            | «Планета Венера»                                                                  | Pianeta Venere                                      | Эльда Таттоли                             |                                       |
| 1975                            | «Полиция вмешивается: Приказано стрелять на поражение»                            | La polizia interviene: ordine di uccidere!          | Джузеппе Розати                           | Коломбо                               |
| 1978                            | «Любовь, пуля и ярость» (Италия—Испания)                                          | Amore, piombo e furore                              | Монте Хеллман                             | Хэнк Сибанек                          |
| 1978                            | «Я видел как убили Бен Барку» (ТВ мини-сериал)                                    | Ho visto uccidere Ben Barka                         | Томазо Шерман                             | Souchon                               |
| 1979                            | «Он жаждал того дня и того вечера» (ТВ мини-сериал)                               | Addavenì quel giorno e quella sera                  | Джорджио Феррара                          | Баффоне                               |
| 1980-е годы                     |                                                                                   |                                                     |                                           |                                       |
| 1982                            | «Зима у моря» (ТВ мини-сериал)                                                    | Inverno al mare                                     | Сильверио Бласи                           | судья                                 |
| 1982                            | «Очень странное дело» (ТВ сериал, Франция—Италия)                                 | De bien étranges affaires (фр.)                     | Жан-Луис Бунюэль, Лоран Эйнеман...        | Нельсон                               |
| 1983                            | «Джованни, от одной матери к другой» (ТВ мини-сериал)                             | Giovanni, da una madre all'altra                    | Джанни Бонджоанни                         | эпизод                                |
| 1984— 1987                      | «Операция O.P.E.N.» (ТВ сериал, Франция) (фр.)                                    | Opération O.P.E.N.                                  | Франсуа Дюпон-Миди, Жан-Клод Шарнэ...     | директор парка                        |
| 1985                            | «Человек в ловушке» (ТВ сериал)                                                   | Un uomo in trappola                                 | Витторио Де Систи                         |                                       |
| 1985                            | «Миранда»                                                                         | Miranda                                             | Тинто Брасс                               | Карло                                 |
| 1985                            | «Патефон»                                                                         | Juke box                                            | Карло Карлеи, Энцо Чивитареле...          |                                       |
| 1986                            | «Каморрист»                                                                       | Il camorrista                                       | Джузеппе Торнаторе                        | дон Саверио                           |
| 1986                            | «Вне сцены» (ТВ фильм)                                                            | Fuori scena                                         | Энцо Муции                                |                                       |
| 1987                            | «Ребёнок по имени Иисус» (ТВ фильм)                                               | Un bambino di nome Gesù                             | Франко Росси                              | Руфус                                 |
| 1989                            | «Тайные досье инспектора Лавардена» (ТВ сериал, Франция—Италия—Бельгия—Швейцария) | Les dossiers secrets de l'inspecteur Lavardin (фр.) | Клод Шаброль, Кристиан де Шалонж          | Руджеро Анелло                        |
| 1990-е годы                     |                                                                                   |                                                     |                                           |                                       |
| 1990                            | «Скупой» (Италия—Франция—Испания)                                                 | L'avaro                                             | Тонино Черви                              | Джакомо                               |
| 1990                            | «Помидор»                                                                         | Pummarò                                             | Микеле Плачидо                            | профессор                             |
| 1991                            | «Вооруженная женщина» (ТВ фильм, Италия—Германия)                                 | Donne armate                                        | Серджо Корбуччи                           | прокурор                              |
| 1991                            | «...Если бы у меня не было любви» (ТВ фильм)                                      | ...Se non avessi l'amore                            | Леандро Кастеллани                        | отец Роботти                          |
| 1992                            | «Сердечные подруги»                                                               | Le amiche del cuore                                 | Микеле Плачидо                            | Трибоди                               |
| 1992                            | «Крик истины»                                                                     | L'urlo della verità                                 | Стельвио Масси                            | адвокат Санти (в титрах не указан)    |
| 1992                            | «Мужество Анны» (ТВ фильм)                                                        | Il coraggio di Anna                                 | Джорджио Капитани                         | Маттео Колусси                        |
| 1992                            | «Убийцы ходят парами»                                                             | Gli assassini vanno in coppia                       | Пьеро Натоли                              | тесть Роберто                         |
| 1992                            | «Высшее общество» (ТВ мини-сериал)                                                | Alta società                                        | Джорджио Капитани                         |                                       |
| 1993                            | «---»                                                                             | Antelope Cobbler                                    | Антонио Фальдуто                          | адвокат Джермани                      |
| 1993                            | «Яблочный пирог»                                                                  | Torta di mele                                       | Анна Карлуччи                             | отец Карло                            |
| 1993                            | «Копенгаген-фокстрот»                                                             | Copenhagen fox-trot                                 | Антонио Доменичи                          |                                       |
| 1994                            | «Инспектор Сарти» (ТВ сериал)                                                     | L'ispettore Sarti - Un poliziotto, una città        | Маурицио Ротунди, Джулио Квести...        |                                       |
| 1994                            | «Плюшевый мишка» (Франция—Италия)                                                 | L'ours en peluche (фр.)                             | Жак Дере                                  | директор музея                        |
| 1995                            | «Король Парижа» (Франция—Великобритания)                                          | Le roi de Paris (фр.)                               | Доминик Майле                             | Беллерес                              |
| 1996                            | «---» (ТВ фильм, Германия)                                                        | Blinde Augen klagen an (нем.)                       | Райнер Бэр                                |                                       |
| 1996                            | «Шагая в темноте»                                                                 | Marciando nel buio                                  | Массимо Спано                             | мэр                                   |
| 1996                            | «Сделай мне одолжение»                                                            | Mi fai un favore                                    | Джанкарло Скаркилли                       | Марио                                 |
| 1997                            | «Рэкет» (ТВ мини-сериал)                                                          | Racket                                              | Луиджи Пирелли                            | Капопорто                             |
| 1998                            | «Маршал Рокка» (ТВ сериал)                                                        | Il maresciallo Rocca                                | Джорджио Капитани, Фабио Джефкотт...      | Молфетта                              |
| 1998                            | «Ориентир»                                                                        | La rumbera                                          | Пьеро Виварелли                           | Кастилло                              |
| 1999                            | «Три прощания» (ТВ фильм)                                                         | Tre addii                                           | Марио Кайано                              |                                       |
| 2000-е годы                     |                                                                                   |                                                     |                                           |                                       |
| 2000                            | «Иосиф из Назарета» (ТВ фильм)                                                    | Gli amici di Gesù - Giuseppe di Nazareth            | Рафаэле Мертес                            |                                       |
| 2000                            | «Падре Пио: Между небом и землёй» (ТВ фильм)                                      | Padre Pio: Tra cielo e terra                        | Джулио Базе                               | отец Грациано                         |
| 2000                            | «Унас только одна жизнь» (ТВ фильм, Франция—Мальта—Италия)                        | On n'a qu'une vie (фр.)                             | Жак Дере                                  | мсье Близо                            |
| 2001                            | «Долгая, долгая, долгая ночь любви»                                               | Una lunga lunga lunga notte d'amore                 | Лучано Эммер                              | Луиджи Сеттембрини                    |
| 2001                            | «Он говорит Мелиссе»                                                              | Il conte di Melissa                                 | Маурицио Ананья                           | Il Prete                              |
| 2002                            | «Иоанн XXIII. Папа мира» (ТВ фильм)                                               | Papa Giovanni - Ioannes XXIII                       | Джорджио Капитани                         | Радини Тедески                        |
| 2003                            | «Двойное Рождество»                                                               | Due volte Natale                                    | Марко Фалагуаста                          |                                       |
| 2003                            | «Детектив по случаю»                                                              | Detective per caso                                  | Ванна Паоли                               | Нардини                               |
| 2003                            | «Тоска и двое других»                                                             | Tosca e altre due                                   | Джорджо Феррара                           | Скьярроне                             |
| 2004                            | «Дон Маттео» (ТВ сериал)                                                          | Don Matteo                                          | Джулио Базе, Андреа Барзини               | инженер Барбиери (4-й сезон)          |
| 2004                            | «Право на защиту» (ТВ сериал)                                                     | Diritto di difesa                                   | Джанфранческо Ладзотти, Донателла Майорка |                                       |
| 2005                            | «Криминальный роман»                                                              | Romanzo criminale                                   | Микеле Плачидо                            | барон Роселлини                       |
| 2006                            | «Папа Лучани, улыбка Бога» (ТВ фильм)                                             | Papa Luciani - Il sorriso di Dio                    | Джорджио Капитани                         | монсеньор Казароли                    |
| 2006                            | «Лучшие враги»                                                                    | Nemici per la pelle                                 | Росселла Друди                            |                                       |
| 2007                            | «Ночь перед экзаменом – Сегодня»                                                  | Notte prima degli esami - Oggi                      | Фаусто Брицци                             | Луиджи                                |
| 2009                            | «Я, Дон Жуан» (Италия—Испания—Франция)                                            | Io, Don Giovanni                                    | Карлос Саура                              | отец Аннетты                          |
| 2000-е годы                     |                                                                                   |                                                     |                                           |                                       |
| 2010                            | «Прекрасное общество»                                                             | La bella società                                    | Джан Паоло Куньо                          | отец Ромоло                           |

## Комментарии
1. ↑  В советском прокате фильм демонстрировался с 10 сентября 1962 года, р/у Госкино СССР № 1168/62 (до 15 июля 1967 года), дублирован на к/ст. «Союзмультфильм», 1962 — опубликовано: «Аннотированный каталог фильмов действующего фонда: Художественные фильмы», М.: «Искусство»-1963, С. 320.
2. ↑  В советском прокате фильм демонстрировался с 3 августа 1970 года, р/у Госкино СССР № 2037/70, дублирован на к/ст. «Мосфильм», 1970 — опубликовано: «Каталог фильмов действующего фонда. Выпуск II: Зарубежные художественные фильмы», Инф.-рекл. бюро упр. кинофикации и кинопроката комитета по кинематографии при Совете министров СССР, М.-1972, стр. 64.